# اچ‌ام‌اس نورفک (۷۸)
اچ‌ام‌اس نورفک (۷۸) (به انگلیسی: HMS Norfolk (78)) یک کشتی بود که طول آن ۶۳۲ فوت ۹ اینچ (۱۹۲٫۸۶ متر) بود. این کشتی در سال ۱۹۲۸ ساخته شد.